# Stanca Brâncoveanu
Stanca Brâncoveanu (n. 1633 /1637 ? – d. 20 februarie 1699) a fost mama domnului Țării Românești, Constantin Brâncoveanu.

## Biografie
Conform istoricului N. Iorga, Stanca Cantacuzino s-ar fi născut în 1633. S-a născut în influenta familie boierească Cantacuzino, fiind fiica postelnicului Constantin. Printre frații ei se numărau viitorul stolnic Constantin Cantacuzino, marele ctitor Mihai Cantacuzino și viitorul domn al Țării Românești, Șerban Cantacuzino. 
Stanca a fost măritată cu boierul Papa Brâncoveanu, din familia Brâncoveanu. Cuplul a avut trei copii, Barbu, Matei și Constantin, dintre care numai Constantin a supraviețuit până la maturitate, având la rândul său urmași. În 1659 a murit Matei, iar Barbu a murit în 1674, la Constantinopole.
Viața Stancăi Brâncoveanu a fost marcată de convulsiunile politicii interne a Țării Românești din secolul al XVII-lea și de conflictul dintre Cantacuzini și Băleni, cele mai puternice facțiuni boierești, care își contestau supremația. 
În 1655, soțul ei a fost ucis la București în răscoala seimenilor și a dorobanților împotriva domnului Constantin Șerban. Când acești mercenari s-au ridicat împotriva domnului, care fusese sfătuit să-i dea afară din țară, familia Brâncoveanu, în frunte cu marele logofăt Preda (tatăl lui Papa și socrul Stancăi), era la casele din București. Preda Brâncoveanu a reușit să își răscumpere viața cu o mare sumă de bani, iar Constantin a fost salvat de slugi, care l-au substituit cu un copil de țigan, însă Papa Brâncoveanu a fost omorât la baza dealului Mitropoliei.
La câțiva ani după acest episod, Preda Brâncoveanu, socrul Stancăi, a fost strangulat din ordinele domnului Țării, Mihnea al III-lea. În consecință, Stanca și-a luat copiii și s-a mutat pe moșia tatălui ei. Postelnicul Constantin Cantacuzino a suferit însă o soartă similară, fiind ucis la Snagov. 
Anul 1678 l-a adus pe tron pe fratele ei, Șerban Cantacuzino, care a hotărât lupta dintre Băleni și Cantacuzini în favoarea celor din urmă. Șerban a murit în 1688, când a fost ales în scaunul domnesc fiul ei, Constantin Brâncoveanu. 
În 1688, Stanca a mutat rămășițele lui Papa și Preda Brâncoveanu la Mânăstirea Brâncoveni.
Stanca Brâncoveanu a murit la 10/20 februarie 1699. În amintirea ei a fost reconstruită în același an biserica mare din Mânăstirea Brâncoveni (în locul celei construite de Matei Basarab), piatra de temelie fiind pusă de nepoții ei Constantin II și Ștefan. A fost astrucată alături de soțul ei. 
Piatra de mormânt menționează:
„Suptu ačastă marmură zace țărăna jupaneasiĭ Stancăi Cantacuzeaniĭ, fata luĭ jupan Costandin den vechiu și înpărătescu rod Cantacuzino, biv Vel Postel[nic], a Doamniĭ Ilincăĭ, featiĭ bătrănuluĭ Io Șerban Basarab Voevod, jupăneasa luĭ jupan Papeĭ Brăncoveanuluĭ Po[st], fečorul luĭ jupan Prediĭ Brăncoveanuluĭ biv Vel Vornic și mumă bl[a]goč[e]stivuluĭ Domnu Io Costandin B[răncoveanul] Basarab [Voe]vod, carea, cu marĭ blăndeațe, cu multe milosteniĭ și nespuse alte bunătățĭ trăind și umplănd vărsta eĭ de an[i] [66], den cari 44 văduvă săracă de soțul eĭ i-[aŭ] petrecut creștineaște, s'aŭ săvărșit la anul [de] la Zidirea Lumiĭ 7207 și de la Spăsenia eĭ 1699, Fev[ruarie] 10, într'al unsprăzecelea anŭ al Domnieĭ fiiuluĭ săŭ maĭ sus numeitul Io Costandin B[răncoveanul] B[asarab] Voevod, carele cu mare ci[nste] și cu toate creștineștile pomenirĭ și mi[le] aicĭ la mănăstirea Brăncoveaniĭ, unde și însăș la moarte-ĭ aŭ lăsatu; aducănd-o lăngă soțul eĭ Papa Post[elnicul] și socru-săŭ Preda Vornic, o aŭ astrucatu.”